# Vicariato apostolico della Germania settentrionale
Il vicariato apostolico della Germania settentrionale (in latino: Vicariatus Apostolicus Germaniae Septentrionalis) o vicariato apostolico delle missioni settentrionali (in latino: Vicariatus Apostolicus Missionum Septentrionalium) è una sede soppressa della Chiesa cattolica.

## Territorio
In origine, il vicariato apostolico si estendeva in Europa settentrionale e comprendeva i territori settentrionali della Germania (Sassonia, Brema, Renania, Vestfalia) nonché i territori dell'odierna Danimarca, Svezia, Norvegia e la Slesia.
Al momento della soppressione, il vicariato apostolico si estendeva sui seguenti territori della Repubblica di Weimar: lo Stato di Brema, la città libera di Amburgo, la città libera di Lubecca, l'exclave di Lubecca dello Stato libero di Oldenburg, il Meclemburgo-Schwerin, il Meclemburgo-Strelitz, lo Schaumburg-Lippe e i territori dell'ex ducato di Lauenburg.

## Storia
Con l'avvento della Riforma protestante la Chiesa cattolica aveva visto sopprimere de facto la totalità delle diocesi del nord della Germania e della Scandinavia. Solo piccoli gruppi erano rimasti fedeli al cattolicesimo e per questi la Congregazione di Propaganda Fide istituì nel 1622 le missioni nordiche, affidate a tre nunzi apostolici: al nunzio di Colonia erano affidate le missioni nella Germania settentrionale; a quello di Varsavia le missioni della Svezia e del Meclemburgo; infine al nunzio di Bruxelles erano affidate le missioni cattoliche in Danimarca e Norvegia.
Il lieve aumento del numero dei cattolici in questi Paesi determinò Propaganda Fide all'erezione del vicariato apostolico delle Missioni del Nord, il 28 aprile 1667, con sede a Brema, anche se dal 1667 al 1679-1680 la sede effettiva del vicariato fu Hannover, perché residenza dei vescovi Valerio Maccioni e Niccolò Stenone (oggi beato) durante il governo del cattolico duca Giovanni Federico di Brunswick-Lüneburg.
Nel XVIII secolo il territorio si ridusse per l'erezione del vicariato apostolico dell'Alta e Bassa Sassonia, eretto il 6 aprile 1709 e soppresso nel 1780; del vicariato apostolico delle terre ereditarie della Casa di Sassonia, eretto nel 1743 e unito nel 1921 all'ex prefettura apostolica di Lusazia per la ricostituita diocesi di Meißen; e del vicariato apostolico di Svezia (oggi diocesi di Stoccolma), eretto il 23 settembre 1783.
Tra il 1775 e il 1825 il vicariato fu assegnato ai vescovi di Hildesheim, Federico Guglielmo di Vestfalia e Franz Egon von Fürstenberg. Dal 1782 allo stesso 1825 questi due prelati furono anche vescovi di Paderborn, rispettivamente dal 1782 al 1789 e dal 1789 al 1825.
A seguito del congresso di Vienna (1815) e della ridefinizione dei confini degli Stati membri della Confederazione germanica, la Santa Sede intervenne con una serie di bolle pontificie che ridisegnò la geografia ecclesiastica tedesca. Nel 1821 e nel 1824, con le bolle De salute animarum e Impensa romanorum pontificum, il vicariato apostolico cedette porzioni del suo territorio che vennero incorporate nelle diocesi di Münster, Paderborn, Breslavia, Osnabrück e Hildesheim.
Nel 1834 cedette un'ulteriore porzione del suo territorio per l'erezione del vicariato apostolico di Anhalt.
Papa Gregorio XVI il 17 settembre 1839 con il breve Ex pastoralis stabilì ad Amburgo la residenza del vicariato apostolico. Inoltre con lo stesso breve il papa decise di porre fine all'amministrazione dei vescovi di Paderborn sul vicariato apostolico e annunciò la nomina di un nuovo vicario, ma il prescelto, Jean-Théodore Laurent, dovette chiedere di rinunciarvi già l'anno seguente per l'opposizione di alcuni governi e fu quindi trasferito in Lussemburgo nel 1841. Dopo un nuovo periodo di sede vacante, a partire dal 1846, il vicariato apostolico fu amministrato, dai vescovi di Osnabrück, in qualità di pro-vicari, fino al 15 dicembre 1921, quando fu loro attribuito il titolo di vicari apostolici. 
Il 7 agosto 1868 cedette altre porzioni del suo territorio a vantaggio dell'erezione della prefettura apostolica di Danimarca (oggi diocesi di Copenaghen) e della prefettura apostolica dello Schleswig-Holstein e contestualmente assunse il nome di vicariato apostolico della Germania settentrionale.
Nei primi anni del XX secolo il vicariato apostolico contava all'incirca 79.000 cattolici distribuiti in 17 parrocchie e altrettante stazioni missionarie; i preti erano circa 47 e 10 le comunità religiose femminili.
Infine, il 13 agosto 1930 fu soppresso con la bolla Pastoralis officii di papa Pio XI ed il suo territorio incorporato in quello della diocesi di Osnabrück.
Dal 1994 Amburgo, già sede vicariale, è di nuovo sede della rifondata arcidiocesi di Amburgo, che insiste all'incirca sullo stesso territorio del vicariato apostolico al momento della sua soppressione.

## Cronotassi dei vescovi
- Valerio Maccioni † (28 aprile 1667 - 5 settembre 1676 deceduto)
- Beato Niels Stensen † (21 agosto 1677 - 5 dicembre 1686 deceduto)
- Friedrich von Tietzen-Schlütter † (4 agosto 1687 - 4 novembre 1696 deceduto)
- Jobst Edmund von Brabeck † (10 maggio 1697 - 13 agosto 1702 deceduto)
- Otto Wilhelm von Bronckhorst zu Gronsfeld, S.I. † (13 ottobre 1702 - 5 aprile 1713 deceduto)
- Johann Hugo von Gartz † (15 febbraio 1715 - 25 dicembre 1716 deceduto)
- Hyacinth Petit, O.Carm. † (11 febbraio 1718 - 26 luglio 1719 deceduto)
- Johann Friedrich Adolf von Hörde zu Schönholthausen † (15 dicembre 1722 - 3 agosto 1761 deceduto)
- Franz Josef von Gondola, O.S.B. † (1761 - 5 marzo 1774 deceduto)
- Federico Guglielmo di Vestfalia † (1775 - 6 gennaio 1789 deceduto)
- Franz Egon von Fürstenberg † (1795 - 11 agosto 1825 deceduto)
  - Sede vacante (1825-1839)
- Jean-Théodore Laurent † (17 settembre 1839 - 1º dicembre 1841 nominato vicario apostolico di Lussemburgo)
  - Sede amministrata dai vescovi di Osnabrück (1846-1921)
- Hermann Wilhelm Berning † (15 novembre 1921 - 13 agosto 1930 dimesso)